# Cerapachys coxalis
Cerapachys coxalis é uma espécie de formiga do gênero Cerapachys.